# Plagiochila cristata
Plagiochila cristata là một loài rêu tản trong họ Plagiochilaceae. Loài này được (Sw.) Dumort. miêu tả khoa học lần đầu tiên năm 1835.